# Oedalea
Oedalea is een geslacht van insecten uit de familie van de Hybotidae, die tot de orde tweevleugeligen (Diptera) behoort.

## Soorten
Deze lijst van 18 stuks is mogelijk niet compleet.
- O. apicalis Loew, 1859
- O. astylata Melander, 1928
- O. austroholmgreni Chvala, 1981
- O. flavipes Zetterstedt, 1842
- O. freyi Chvala, 1983
- O. holmgreni Zetterstedt, 1852
- O. hybotina (Fallen, 1816)
- O. kowarzi Chvala, 1981
- O. lanceolata Melander, 1928
- O. montana Chvala, 1981
- O. ohioensis Melander, 1902
- O. oriunda Collin, 1961
- O. pruinosa Coquillett, 1903
- O. ringdahli Chvala, 1983
- O. stigmatella Zetterstedt, 1842
- O. tibialis Macquart, 1827
- O. tristis Scholtz, 1851
- O. zetterstedti Collin, 1926